# Salvador das Missões
Salvador das Missões é um município brasileiro do estado do Rio Grande do Sul.

## Clima
Apresenta um clima quente e temperado. Em Salvador das Missões existe uma pluviosidade significativa ao longo do ano. Mesmo o mês mais seco ainda assim tem muita pluviosidade. Segundo a Köppen e Geiger a classificação do clima é Cfa. A temperatura média anual em Salvador das Missões é 20.6 °C. A pluviosidade média anual é 1846 mm.
| Dados climatológicos para     | Dados climatológicos para | Dados climatológicos para | Dados climatológicos para | Dados climatológicos para | Dados climatológicos para | Dados climatológicos para | Dados climatológicos para | Dados climatológicos para | Dados climatológicos para | Dados climatológicos para | Dados climatológicos para | Dados climatológicos para | Dados climatológicos para |
| Mês                           | Jan                       | Fev                       | Mar                       | Abr                       | Mai                       | Jun                       | Jul                       | Ago                       | Set                       | Out                       | Nov                       | Dez                       | Ano                       |
| ----------------------------- | ------------------------- | ------------------------- | ------------------------- | ------------------------- | ------------------------- | ------------------------- | ------------------------- | ------------------------- | ------------------------- | ------------------------- | ------------------------- | ------------------------- | ------------------------- |
| Temperatura máxima média (°C) | 32,3                      | 31,3                      | 29,2                      | 25,7                      | 22,4                      | 20,4                      | 21,9                      | 23,7                      | 25,6                      | 28,7                      | 30,7                      | 29,6                      | 26,8                      |
| Temperatura média (°C)        | 26                        | 25,3                      | 23,3                      | 19,9                      | 16,8                      | 15,1                      | 15,8                      | 17,4                      | 19,2                      | 21,9                      | 23,7                      | 23,4                      | 20,7                      |
| Temperatura mínima média (°C) | 19,7                      | 19,3                      | 17,5                      | 14,1                      | 11,2                      | 9,8                       | 9,7                       | 11,1                      | 12,8                      | 15,2                      | 16,7                      | 17,3                      | 14,6                      |
| Precipitação (mm)             | 151                       | 140                       | 143                       | 179                       | 159                       | 161                       | 141                       | 131                       | 157                       | 187                       | 151                       | 146                       | 1 846                     |
| Fonte:                        |                           |                           |                           |                           |                           |                           |                           |                           |                           |                           |                           |                           |                           |
| Fontes: Climate-data          |                           |                           |                           |                           |                           |                           |                           |                           |                           |                           |                           |                           |                           |

## Subdivisões

### Distritos
| Distrito             | População |
| -------------------- | --------- |
| Salvador das Missões | 1 344     |
| Santa Catarina       | 1 321     |

## Língua regional
A variante riograndense do dialeto brasileiro de origem alemã Hunsrückisch (um nome que recentemente vem ganhando uma transliteração em língua nacional: hunsriqueano), ou Riograndenser Hunsrückisch, é falada na região desde os tempos pioneiros.
As estimativas do número de falantes variam, desde a nível local, como no município de Salvador das Missões, bem como a nível estadual e mesmo para toda a Bacia do Prata para onde essa língua regional se expandiu nos quase duzentos anos de sua história.
Assim, dependendo dos métodos utilizados, as estimativas mais conservadoras tendem a oscilar por volta de um milhão de falantes, já as mais abrangentes chegam a passar da casa dos três milhões. Alguns dos fatores a serem considerados na computação dos dados são os seguintes:
Existem muitas pessoas cresceram falando o Riograndenser Hunsrükisch mas há anos não a falam mais, e por escolha, isso resulta em grande parte por causa de forte desprestígio social gerado em grande parte pela Campanha de nacionalização de repressão linguística por Getúlio Vargas (ver também: Punição coletiva; 
muitas outras pessoas mais não são fluentes na língua e prontamente respondem que não sabem falar ela apesar de manterem forte contato com ela, em grande parte baseado em relações afetivas, quando as gerações mais antigas ainda hoje preferem a língua materna - é muito comum as pessoas afirmarem que entendem tudo mas não falam o dialeto.